# (295443) 2008 ML
(295443) 2008 ML es un asteroide perteneciente al cinturón de asteroides, región del sistema solar que se encuentra entre las órbitas de Marte y Júpiter.
Fue descubierto el 24 de junio de 2008 por el equipo del proyecto Siding Spring Survey desde el observatorio de Siding Spring.

## Designación y nombre
Designado provisionalmente como 2008 ML.

## Características orbitales
(295443) 2008 ML está situado a una distancia media del Sol de 2,567 ua, pudiendo alejarse hasta 3,197 ua y acercarse hasta 1,938 ua. Su excentricidad es 0,245 y la inclinación orbital 11,636 grados. Emplea 1502,44 días en completar una órbita alrededor del Sol.

## Características físicas
La magnitud absoluta de (295443) 2008 ML es 15,30. 